# U.S. Palmese 1912
U.S. Palmese 1912 là một câu lạc bộ bóng đá có trụ sở tại Palmi, Ý, được thành lập vào năm 1912. Đội bóng có màu đen và xanh lục, là một trong những đội bóng lâu đời nhất ở Calabria, và trong quá khứ cũng từng chơi ở giải vô địch, tiền thân của Lega Pro ngày nay, thất bại 1935 với trận chung kết giữa Taranto và Andrea Doria để tham gia vào Serie B.

## Lịch sử
Palmese sau đó được tham gia vào giải đấu chuyên nghiệp Serie C. Trong những năm đó, và sau Thế chiến II, Palmese phải thi đấu trong các trận đấu chính thức của mùa giải được hình thành ở miền nam nước Ý affacciatesi vào những thời điểm khác ở Serie A, chẳng hạn như gặp các đội AS Bari, Reggina Calcio, Calcio Catania, Salernitana, Messina, US Lecce và Catanzaro để có được một số kết quả uy tín. Trong số đó có chiến thắng 1-0 trước Bari, chiến thắng 1-0 trên sân nhà trước Catania  và có một số chiến thắng trước Reggina (trên sân nhà với kết quả 7-0 và 5-0 và sau đó tại Stadio Oreste Granillo của Reggio Calabria với kết quả của 0-4 và 2-4).
Ngoài ra, vào năm 1934, Palmese đã chơi ở Palmi  cóhai trận giao hữu với AS Roma  và AC Fiorentina.
Công ty cũng đã tham gia 1938-39 Coppa Italia.